# Nyikoa limbe
Nyikoa limbe là một loài nhện trong họ Pholcidae. Loài này được phát hiện ở Ghana, Cameroon, Guinea Xích Đạo và Congo.